# エチオピア高原

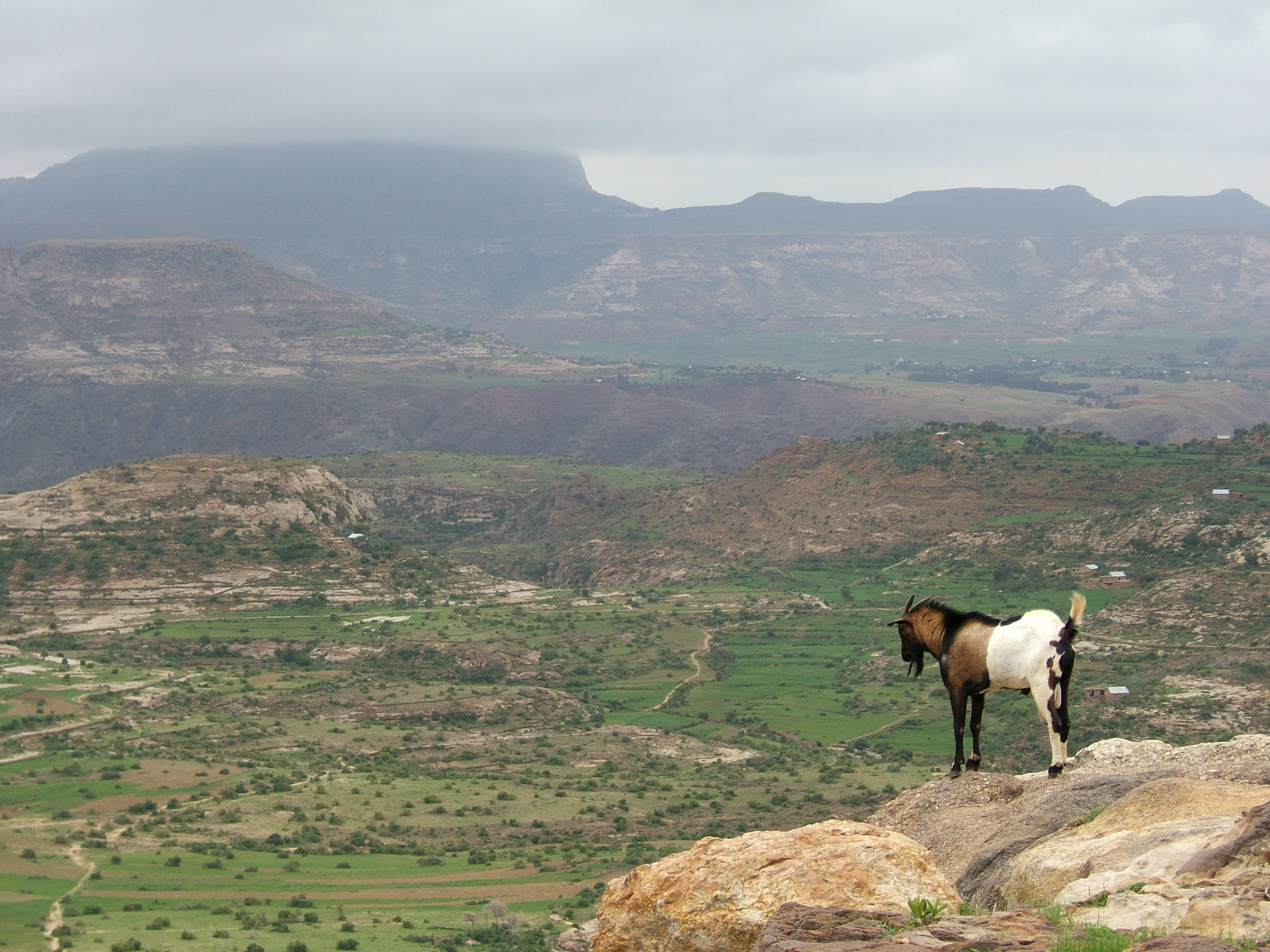

エチオピア高原（エチオピアこうげん、英: Ethiopian Highlands）は、アフリカ大陸北東部にある高原。アビシニア高原とも。平均標高が2,300メートルであるため、低緯度にもかかわらずきわめて居住に適した気候形態を要しており、エチオピアの人口と主要都市の大部分がこの高原に集中している。大地溝帯によって東西に二分され、狭義にはその西側をエチオピア高原、東側を東部高原と呼ぶ。

## 都市
- アディスアベバ
- ハラール

## 地勢
高山気候に属しているため気温の年変化が少なく、温暖で居住に適している。最高峰はラス・ダシャン山の4,620メートルである。その標高と広大さから Roof of Africa （アフリカの屋根）とも称される。

## 農業
コフィア・アラビカ（Coffea Arabica）という品種名で知られるアラビカ種は、エチオピア高原のカッファ地方が原産地とされており、
現在においてもコーヒーの生産が盛んである。